# Robert Henry Gibbs
Robert Henry Gibbs,  Jr. (1929–1988) est un ichthyologiste américain. Il est pendant longtemps conservateur du National Museum of Natural History et consacre la majeure partie de sa carrière à étudier les poissons des zones pélagiques et de haute mer. Il est également membre de la Société américaine des ichtyologistes et des herpétologistes pendant plus de 30 ans.